# 39463 Phyleus
39463 Phyleus è un asteroide troiano di Giove del campo greco. Scoperto nel 1973, presenta un'orbita caratterizzata da un semiasse maggiore pari a 5,1708117 UA e da un'eccentricità di 0,0859263, inclinata di 5,76499° rispetto all'eclittica.
L'asteroide è dedicato a Fileo, principe di Elis.